# Даунс, Лорейн
Лоррейн Элизабет Даунс (англ. Lorraine Elizabeth Downes, род. 12 июня 1964 года) — новозеландская танцовщица и королева красоты, обладательница титула Мисс Вселенная 1983 и победительница новозеландской версии реалити-шоу «Танцы со звёздами» в 2006 году.

## Юность
Даунс родилась в Окленде в семье Ллойда и Глэд Даунс. У неё также есть три сестры — Сью, Дженни и Кэролин.

## Мисс Вселенная
Даунс выиграла титул Мисс Новая Зеландия и продолжала представлять свою страну на конкурсе Мисс Вселенная 1983, транслировавшемся в прямом эфире из Сент-Луиса, штат Миссури, в июле 1983 года. После предварительного конкурса Даунс вошла в число двенадцати лучших, заняв шестое место, но заняла второе место в финальном конкурсе вечерних платьев, третье место в конкурсе интервью и четвёртое место в купальнике. Она вошла в финальную пятёрку, заняв третье место после Джули Хайек из США и Лолиты Морены из Швейцарии, в итоге была коронована Мисс Вселенная. Во время соревнований она была одета в тёмно-синее платье и длинные перчатки. Победа Даунс стала первой в истории конкурса в Новой Зеландии, хотя Диана Делайс Ноттл заняла второе место после Шона Уэзерли в 1980 году, а Донелла Томсен была полуфиналисткой в 1981 году.

## Дальнейшая жизнь
В 1986 году Лоррейн Даунс вышла замуж за Мюррея Мекстеда, регбиста из Новой Зеландии. У пары двое детей. В 2001 году они развелись. У неё также есть успешный бизнес в Новой Зеландии. В 2009 году Даунс вышла замуж за бывшего новозеландского международного игрока в крикет Мартина Кроу. Она и Кроу оставались вместе до его смерти от лимфомы в 2016 году.
После многих лет забвения Даунс приняла участие и выиграла конкурс «Танцы со звёздами» в 2006 году вместе с партнёром по танцам Аароном Гилмором.